# Katharine Stephen

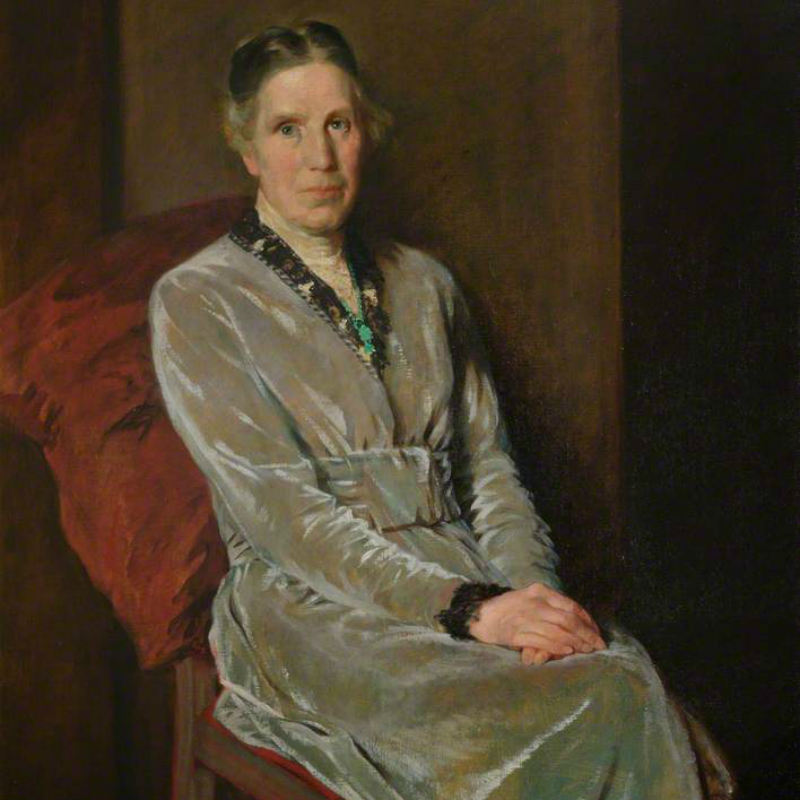
Katharine Stephen am Newnham College, Gemälde von Glyn Warren Philpot

Katharine Stephen (* 26. Februar 1856 in London, Vereinigtes Königreich; † 16. Juni 1924 ebenda) war eine britische Bibliothekarin und Direktorin des Newnham College an der Universität Cambridge.

## Leben und Werk
Stephen war die älteste von fünf Töchtern und drei Söhnen von Mary Richenda Cunningham und dem Richter James Fitzjames Stephen. Sie war die Nichte von Caroline Stephen und Leslie Stephen und die Cousine von Virginia Woolf und Vanessa Bell.
Sie wurde 1886 am Newnham College Sekretärin bei Helen Gladstone, der Assistentin der ersten Direktorin Anne Jemima Clough, mit der sie zusammen sonntags im St. Matthew Schoolroom in Barnwell, Cambridgeshire unterrichtete.  1888 wurde sie Bibliothekarin am Newnham College in der ersten speziell gebauten Bibliothek. Nachdem sie als Konrektorin ernannt worden war, wurde sie 1911 die Nachfolgerin von Eleanor Mildred Sidgwic. Sie war Direktorin des Colleges während des Ersten Weltkriegs und behielt ihren Sitz im Rat bis zu ihrer Pensionierung 1920. Sie starb 1924 in ihrem Haus in South Kensington an Krebs.
Die Katharine Stephen Rare Books Library am Newnham College wurde 1981–1982 erbaut. Sie wurde von Joanna van Heyningen entworfen und 2018 mit anderen postmodernen Gebäuden als denkmalgeschützt eingestuft. Die Originalbibliothek wurde 1896 bis 1898 von Basil Champneys entworfen.

## Veröffentlichungen
- unter dem Pseudonym Sarah Brook: French History for English Children. Macmillan, London 1881; archive.org
- unter dem Pseudonym: Sarah Brook: Three Sixteenth Century Sketches. 1884.